# Terra del Sole

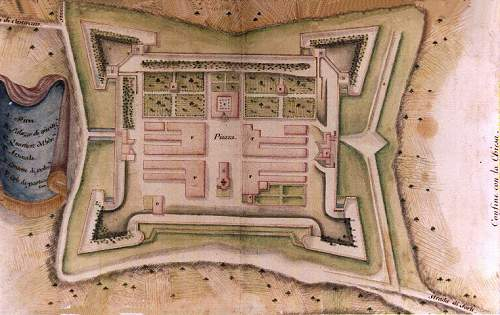
Plànol de la nova ciutat de Terra del Sole, per Baldassarre Lanci l'any 1565.

Terra del Sole és una ciutat edificada el 1564 per a Cosme I de Mèdici per Baldassarre Lanci d'Urbino. Està situada a la Província de Forlì-Cesena, regió Emília-Romanya a Itàlia, i va ser la primera ciutat fortificada construïda enterament a partir d'un sistema planificat de, materialitzant la "ciutat ideal" del període renaixentista.
Dissenyada amb planta rectangular, té una muralla quadrada amb un bastió a cada cantonada. No era una ciutat residencial, sinó una forta defensa per desafiar qualsevol atac que pogués intentar-se mitjançant les noves armes de foc.
Les seves muralles, de 12,36 metres d'alçada assoleixen fins a nou metres de gruix en alguns llocs, i envolten una disposició simètrica separada per carrers, totalitzant un perímetre de 2.087 metres.
Dos petits castells a la muralla constitueixen les places fortes del capità de l'artilleria i del governador de la ciutat. Els quatre districtes porten els noms de Santa Maria, Santa Reparata, Sant 'Andrea i Sant Martino.
La plaça central, denominada "Plaça forta" està envoltada pels principals edificis públics: l'església de Santa Reparata, el Palazzo del Proveditore, el Palazzo de la Ministeri d'Afers Estrangers, d'altres edificis civils, i el Palazzo Pretorià, al que actualment funciona el Museu de l'Home i l'Ambient.
La ciutat posseeix una població de 6.096 habitants, i encara que uns pocs grups de cases han excedit els límits de la muralla, encara és evident l'estil de la ciutat tal com la va concebre el seu fundador.